# Bảng chữ cái Hebrew
Bảng chữ cái Hebrew tiếng Hebrew: אָלֶף־בֵּית עִבְרִי[a], alefbet ʿIvri ) là bảng chữ cái sử dụng trong tiếng Hebrew, cũng như các ngôn ngữ Do Thái khác, đáng chú ý là tiếng Yiddish, Ladino, và Judeo-Arabic.

## Unicode
| Bảng Unicode chữ Hebrew Official Unicode Consortium code chart. Version 13.0. |   |   |   |   |   |   |   |   |   |   |   |   |   |   |   |   |
|                                                                               | 0 | 1 | 2 | 3 | 4 | 5 | 6 | 7 | 8 | 9 | A | B | C | D | E | F |
| U+059x                                                                        |   | ֑  | ֒  | ֓  | ֔  | ֕  | ֖  | ֗  | ֘  | ֙  | ֚  | ֛  | ֜  | ֝  | ֞  | ֟  |
| U+05Ax                                                                        | ֠  | ֡  | ֢  | ֣  | ֤  | ֥  | ֦  | ֧  | ֨  | ֩  | ֪  | ֫  | ֬  | ֭  | ֮  | ֯  |
| U+05Bx                                                                        | ְ  | ֱ  | ֲ  | ֳ  | ִ  | ֵ  | ֶ  | ַ  | ָ  | ֹ  | ֺ  | ֻ  | ּ  | ֽ  | ־ | ֿ  |
| U+05Cx                                                                        | ׀ | ׁ  | ׂ  | ׃ | ׄ  | ׅ  | ׆ | ׇ  |   |   |   |   |   |   |   |   |
| U+05Dx                                                                        | א | ב | ג | ד | ה | ו | ז | ח | ט | י | ך | כ | ל | ם | מ | ן |
| U+05Ex                                                                        | נ | ס | ע | ף | פ | ץ | צ | ק | ר | ש | ת |   |   |   |   | ׯ |
| U+05Fx                                                                        | װ | ױ | ײ | ׳ | ״ |   |   |   |   |   |   |   |   |   |   |   |

## Sách
- Bản mẫu:Cite GHG ff.
- Hoffman, Joel M. 2004. In the Beginning: A Short History of the Hebrew Language. New York: New York University Press. Lưu trữ ngày 12 tháng 1 năm 2012 tại Wayback Machine
- Saenz-Badillos, Angel. 1993. A History of the Hebrew Language. Cambridge, England: Cambridge University Press.
- Steinberg, David. History of the Hebrew Language.
- Mathers table
- Aleph-Beth Quick Study Chart. Lưu trữ ngày 16 tháng 2 năm 2008 tại Wayback Machine 28 tháng 2 năm 2005. Qumran Bet Community. Truy nhập 5 tháng 1 năm 2006.

### Chung
- The Hebrew alphabet, meanings, and spiritual symbolism Lưu trữ ngày 26 tháng 11 năm 2013 tại Wayback Machine
- How to draw letters
- Official Unicode standards document for Hebrew
- Transliterate your English name into Hebrew Letters Lưu trữ ngày 1 tháng 4 năm 2010 tại Wayback Machine
- Hebrew Alphabet Charts
- Interactive Hebrew Alphabet Lesson Lưu trữ ngày 27 tháng 4 năm 2015 tại Wayback Machine
- Mobile OCR Hebrew Dictionary

### Bàn phím
- LiteType.com – Virtual & Interactive Hebrew Keyboard
- Hebrew calligraphy alphabet Model Hebrew calligraphy Alphabet
- Mikledet.com – For typing Hebrew with an English keyboard (Hebrew keyboard|Hebrew layout)
- Hebrew Writing Lưu trữ ngày 18 tháng 10 năm 2016 tại Wayback Machine – Typing Hebrew and Nikud using extended English keyboard (Hebrew keyboard|Hebrew Writing layout)
- Prize Find: Oldest Hebrew Inscription Lưu trữ ngày 29 tháng 2 năm 2012 tại Wayback Machine Biblical Archaeology Review